# 元禧
元禧（460年代—501年6月30日），字思永，又字永寿，河南郡洛阳县（今河南省洛阳市东）人，魏献文帝拓跋弘次子，生母封昭仪。

## 生平
太和九年（485年），受封為咸陽王，加侍中、驃騎大將軍、中都大官。文明太后命令皇子皇孫於靜所別置學堂，選取忠信博聞之士為他們師傅，希望能教導成材。孝文帝以諸弟出任三都之職位，對元禧說：「弟等皆幼年任重，三都折獄，特宜用心。夫未能操刀而使割錦，非傷錦之尤，實授刀之責。」文明太后亦向他告誡。元禧出為使持節、開府、冀州刺史，孝文帝餞別於南郊。又以济阴王元鬱枉法而被賜死之事遣告元禧，希望他以此為誡。後元禧回朝京師，詔以廷尉卿李沖為元禧之老師。
時王國舍人應取八族及清修之門，元禧取任城王隸戶為之，深為帝責。孝文帝以諸王婚多猥濫，於是為元禧娉已故潁川太守隴西李輔之女為妻；河南王元幹娉已故中散代郡穆明樂之女；廣陵王元羽娉驃騎諮議參軍滎陽鄭平城女；潁川王元雍娉已故中書博士范陽盧神寶女；始平王元勰娉廷尉卿隴西李沖女；北海王元詳娉吏部郎中滎陽鄭懿之女。
有司向孝文帝上奏：「冀州人蘇僧瓘等三千人稱元禧清明，有惠政，請世胙冀州。」孝文帝下詔曰：「畫野由君，理非下請。」入除司州牧（全称：使持节骠骑大将军都督司豫荆郢洛东荆六州诸军事开府司州牧咸阳王）。下詔以元禧食邑三千戶，自餘五王皆食邑二千。
孝文引見朝臣，下詔戒斷北語，一從正音，元禧贊成其事。孝文帝於是下詔：「年三十已上，習性已久，容或不可卒革。三十已下，見在朝廷之人，語音不聽仍舊。若有故 為，當降爵黜官。若仍舊俗，恐數世之後，伊洛之下，複成被發之人。朕嘗與李沖論此，沖言：'四方之語，竟知誰是；帝者言之，即為正矣，何必改舊從新。'沖之此言，應合死罪。」乃謂沖曰：「卿實負社稷。」李沖免冠陳謝。又責留京之官曰：「昨望見婦女之服，仍為夾領小袖，何為而違前詔？」元禧對曰：「陛下聖過堯、 舜，光化中原。舛違之罪，實合處刑。」孝文帝曰：「若朕言非，卿等當奮臂廷論，如何入則順旨，退有不從？昔舜語禹：'汝無面從，退有後言。'卿等之謂乎！」
尋以元禧長兼太尉公。後孝文帝駕幸元禧府第，謂司空穆亮、僕射李沖曰：「元弟禧戚連皇極，且長兼太尉，以和飪鼎，朕恆恐君有空授之名，臣貽彼己之刺。今幸其宅，徒屈二賓，良以為愧。」孝文帝篤於兄弟，以元禧次長，禮遇優隆。然而亦知他的個性貪婪，每加切誡，而終改變不到他的操守。後加侍中，正太尉。
及孝文帝駕崩，元禧受遺詔輔政。雖貴為宰輔之首，而暗中收受賄賂。有姬妾數十，但意尚未已，猶欲遠有簡娉，以恣其情。宣武帝頗厭惡他的惡行。景明二年（501年）春，召元禧等入光極殿，詔下曰：「恪比纏尪疾，實憑諸父。今便親攝百揆。且還府司，當別處分。」尋詔進位太保，領太尉。
宣武帝親政後，元禧感到不安，遂與其妃兄兼給事黃門侍郎李伯尚謀反。宣武帝當時駕幸小平，元禧在城西小宅。最初意欲勒兵直入金墉，眾懷沮異。元禧因此想遲緩，自晨早達到夜晚，仍不能決定計劃。遂只約定不泄其謀而散。直寢符承祖、薛魏孫與元禧將害宣武帝。當日宣武帝在芒山休息，停在浮圖蔭下，睡臥片刻，薛魏孫便欲赴皇廷謀刺宣武帝。符承祖卻私下對魏孫說：「吾聞殺天子者身當癩。」 薛魏孫因此停止計畫。宣武帝賦醒後。當時有武興王楊集始出，便奔馳相告。而元禧不感懷疑，乃與臣妾向洪池別墅，派遣其齋帥劉小苟奉啟，雲檢行田牧。劉小苟行至芒嶺，已遭逢軍人，他們怪罪劉小苟赤衣，即將意欲殺害他。劉小苟便言欲告元禧意圖謀反，乃暫緩處死他。
元禧當晚住宿於洪池，不知事已敗露。其夜，將士所在追趕元禧，元禧自洪池向東南走，左右跟從元禧者唯有兼防閣尹龍虎。元禧感到憂迫，謂曰：「試作一謎，當思解之，以釋毒悶。」尹龍虎欻憶舊謎雲：「眠則同眠，起則同起，貪如犲狼，贓不入己。」尹龍虎並不有心於規刺他，而元禧亦不以為譏諷，因解之曰：「此是眼也。」而尹龍虎謂之是箸。渡過洛水到達柏塢，向尹龍虎說：「汝可勉心作與太尉公同死計。」尹龍虎說：「若與殿下同命，雖死猶生。」俄而元禧被擒，送至華林都亭，著千斤鎖格尹龍虎，羽林軍掌守衛。當時天氣甚熱，元禧渴悶垂死，敕令斷他水漿。侍中崔光令左右送酪漿升餘，元禧一飲而盡。當初，孝文帝觀台宿有逆謀之氣，對元禧說：「玄象變，汝終為逆謀，會無所成，但受惡而已。」至此，果然如孝文帝之言。
元禧臨將被逼自盡，畏迫喪志，乃與諸妹公主等訣別，言及一二愛妾。公主既哭且罵說：「坐多取此婢輩，貪逐財物，致今日之事，何複囑問此等！」元禧愧而無言。景明二年五月壬戌（501年6月30日），元禧在私人住宅中被赐死，斷絕其諸子籍屬。輕微賜資產、奴婢給元禧諸女。自余家財悉以賚高肇、趙修二家，其餘賜給內外百官，逮於流外，多百匹，下至十匹。其宮人為之歌曰：「可憐咸陽王，奈何作事誤？金床玉幾不能眠，夜蹋霜與露。洛水湛湛彌岸長，行人那得度！」其歌遂流至江南。北人在江南的富戶，聞此弦管奏樂，莫不灑泣。
正光四年二月壬申（523年3月17日），魏孝明帝元诩追封元禧为敷城王，以礼加以安葬。

## 家庭

### 妻妾

#### 王妃
- 陇西李氏，北魏镇远将军、颍川郡太守、襄武惠侯李辅之女，生元晔

#### 妾
- 申屠氏，生元翼、元昌，景明元年岁次庚辰二月辛未朔廿八日戊戌（500年4月12日）下葬[4]

### 子女
- 元通
- 元翼，南梁信武将军、青冀二州刺史、咸阳王
- 元显和
- 元树，南梁使持节、镇北将军、都督北讨诸军事、邺王
- 元昌，南梁直阁将军、荆湘二州刺史[5]
- 元晔，南梁散骑常侍、桑乾王
- 元坦，北齐特进、开府仪同三司、新丰县公
- 元昶，东魏车骑大将军、仪同三司、太原王
- 元仲英，乐安公主，嫁东魏散骑常侍、柔然大中正闾伯昇，兴和二年二月十五日去世，虚岁五十五，十月廿八日安葬[6]
- 上庸公主，嫁东魏骠骑大将军、中书监、东郡文宣公陆子彰

## 延伸阅读
[在维基数据编辑]
 《魏書·卷21上》，出自魏收《魏书》
 《北史/卷019》，出自李延壽《北史》